# Witów (Burzenin)
Pour les articles homonymes, voir Witów.
Witów est une localité polonaise de la gmina de Burzenin, située dans le powiat de Sieradz en voïvodie de Łódź.